# Leylaiya mellivora
Leylaiya mellivora is een vliegensoort uit de familie van de Mythicomyiidae. De wetenschappelijke naam van de soort werd voor het eerst geldig gepubliceerd in 1967 door Hesse, oorspronkelijk geplaatst in het geslacht Euanthobates.